# Frak dlja šalopaja
Frak dlja šalopaja (Фрак для шалопая) è un film del 1979 diretto da Ėl'dor Urazbaev.

## Trama
Il film racconta del ragazzo Ženja, che sogna di incontrare suo fratello che serve nell'esercito, e decide di fuggire dal campo dei pionieri.